# Xã Cinque Hommes, Quận Perry, Missouri
Xã Cinque Hommes (tiếng Anh: Cinque Hommes Township) là một xã thuộc quận Perry, tiểu bang Missouri, Hoa Kỳ. Năm 2010, dân số của xã này là 1.403 người.